# Mega Center Shymkent
Das Mega Planet (ehemals Mega Center Shymkent) ist ein Einkaufszentrum in der kasachischen Stadt Schymkent. Es ist Teil der Handelskette JSC Megacenter, die insgesamt vier solcher Einkaufszentren in Kasachstan betreibt.
Das Einkaufszentrum beherbergt 60 Läden auf drei Stockwerken und eine Tiefgarage im untersten Stockwerk. Unter den Geschäften befinden sich Filialen namhafter Unternehmen, wie etwa der Groupe Yves Rocher, Mexx oder Ramstore. Zur Besonderheit des Einkaufszentrum zählt eine ganzjährige Kunsteisbahn im Erdgeschoss. Dies ist insbesondere wegen der heißen Sommer in Südkasachstan hervorzuheben. Auf der Eisbahn  können Besucher Schlittschuh laufen oder diesen Sport durch einen ortsansässigen Lehrer erlernen. Für Kinder ist im Mega Planet von Shymkent ebenfalls ein Unterhaltungsbereich untergebracht.